# بید برگ‌هلویی
بید برگ‌هلویی (نام علمی: Salix amygdaloides) نام یک گونه از سرده بید است.